# Bernhard Kittel
Bernhard Kittel (* 29. Juli 1967 in Wien) ist ein österreichischer Soziologe.

## Leben
Von 1986 bis 1991 studierte er Politikwissenschaft an der Universität Wien. Nach der Promotion zum Dr. phil. 1994 (Politikwissenschaft) war er von 1997 bis 2002 Universitätsassistent, Institut für Soziologie/Institut für Staatswissenschaft, Universität Wien. Er erwarb 2000 den MA in Social Science Data Analysis an der University of Essex. Von 2002 bis 2003 war er Juniorprofessor für Sozialpolitik an der Universität Bremen. Von 2003 bis 2006 war er Professor für Soziologie, insbesondere Methoden und Techniken der Sozialwissenschaften an der Universiteit van Amsterdam. Von 2006 bis 2012 war er Professor für Methoden der empirischen Sozialforschung (für Soziologie und Politikwissenschaft) an der Carl-von-Ossietzky-Universität Oldenburg. Seit 2012 ist er Professor für Wirtschaftssoziologie und Institutsvorstand am Institut für Wirtschaftssoziologie der Universität Wien.